# Pierre-Joseph Cheisolme

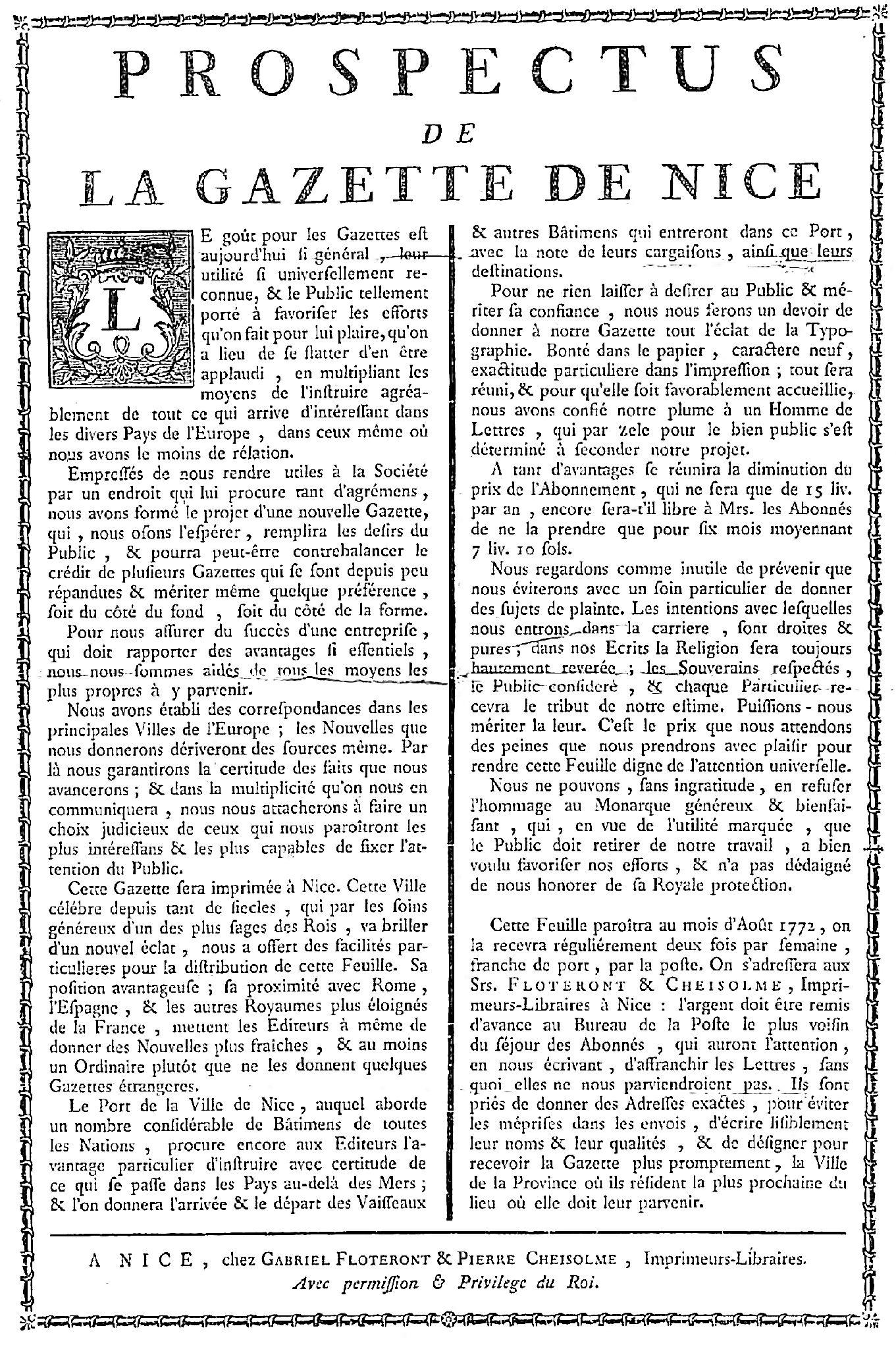
Prospectus de la Gazette de Nice, par Pierre Cheisolme

Pierre-Joseph Cheisolme est un maître-imprimeur français du XVIIIe siècle, né vers 1718 à Avignon et mort le 14 décembre 1792 à Aix-en-Provence.
Imprimeur du Courrier d'Avignon, il devint celui du Courrier de Monaco en 1768, après le rattachement d'Avignon à la Couronne de France.
Licencié par le financier de cette gazette Jean-Balthazar Daniel, négociant bailleur, il se réfugie en 1771 à Nice où il fonde la Gazette de Nice. Celle-ci sera imprimée par ses soins, et ceux de Gabriel Flotteront, de 1772 jusqu'en 1775. Peut-être même en fut-il le seul imprimeur dès 1773.
La naissance de cette Gazette de Nice fut marquée, comme pour toute gazette d'Ancien Régime, par des démarches entreprises par Cheisolme auprès des royaumes de Piémont-Sardaigne et de France, démarches toutes entravées par Jean-Balthazar Daniel qui craignait une concurrence trop importante pour son Courrier de Monaco.
Il semble qu'il vendit son imprimerie en 1775 à Simon Molle.